# Lilly Reich
Lilly Reich (Berlino, 16 giugno 1885 – Berlino, 14 dicembre 1947) è stata una designer tedesca e la prima donna a entrare nel direttivo del Deutscher Werkbund.

## Biografia
Sebbene abbia contribuito al progetto di alcuni tra i più eleganti oggetti d'arredo del novecento, divenuti delle icone del design, e a quello di straordinari interventi di interior design, non sono in molti a conoscerne il nome.

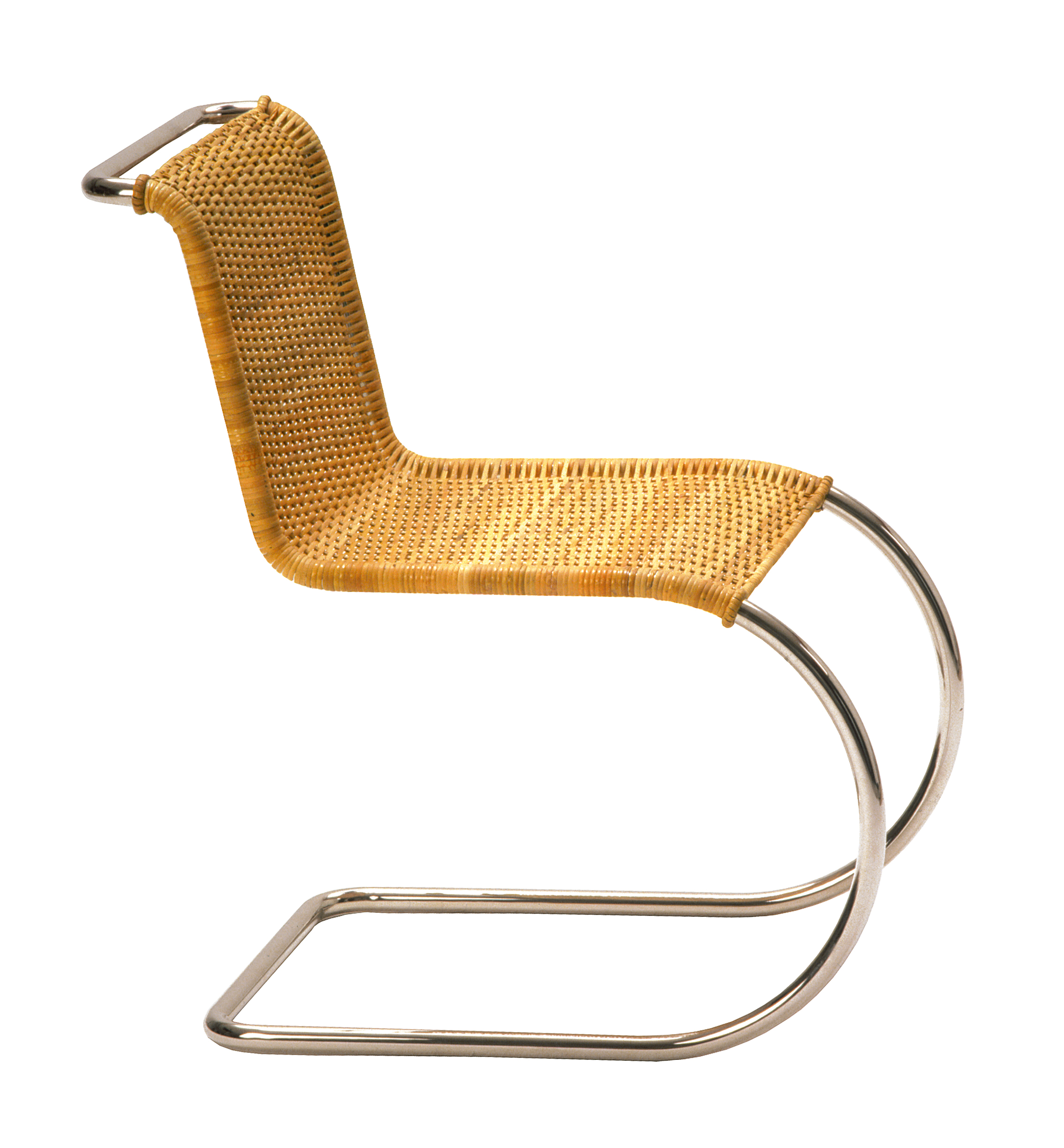
Sedia progettata da Reich, riedizione

Per Lilly Reich è in corso da anni relativamente recenti un altalenante interesse e una discontinua ricostruzione del corpus progettuale, ancora messo in ombra dalla preponderanza, sul suo, del nome del suo partner Ludwig Mies van der Rohe. 
Lilly Reich è stata una pioniera nella storia del design e dell'allestimento fieristico, nella Germania degli anni Venti fino al 1937, quando le circostanze politiche, con l'ascesa e il rafforzamento del nazismo, le impediranno di proseguire a progettare liberamente.
Allieva di Else Oppler-Legband dal 1910, che si era formata con Henry van de Velde quando era direttore della neonata Kunstgewerbeschule di Weimar,  Lilly Reich aveva già compiuto una piccola esperienza come designer nel 1908, per i grandi magazzini Wertheim nella Leipziger Platz di Berlino, sua città natale. Evidentemente colpita dal suo talento, nel 1911 Else Oppler le chiede di realizzare l'allestimento e gli arredi per 32 camere di un centro della gioventù progettato dall'architetto Hermann Dernburg nel quartiere berlinese di Charlottenburg.
Nel 1913 realizza un innovativo allestimento per la vetrina per la farmacia Elefanten, esponendo contenitori per erbe e spezie medicinali insieme a mortai e pestelli, ampolle e tubi di vetro per i distillati. Nel 1922 Lilly Reich è la prima donna a capo della Deutscher Werkbund a ricoprire un ruolo decisionale nelle scelte tematiche dei prodotti da esporre, nei loro allestimenti e nella progettazione degli stands. All'epoca le fiere erano importanti veicoli per la promozione, la distribuzione e la vendita dei prodotti tedeschi, sia industriali che artigianali. Il suo curriculum poteva vantare un apprendistato nello studio di progettazione viennese di Josef Hoffmann, di cui era stata allieva dal 1908 al 1911 alla Wiener Werkstätte. “Ritornata a Berlino fu coinvolta nel Werkbund, diventandone uno dei punti di riferimento e specializzandosi nell'organizzazione e realizzazione di mostre. Contribuì a quella celeberrima di Colonia del 1914 dove si scontrarono van der Velde e Muthesius”.
Lilly diventa una designer/imprenditrice che, durante la prima guerra mondiale, apre uno show room dove vende i tessuti e i vestiti da lei ideati. Mentre la Bauhaus apre i battenti, Lilly continua la sua carriera, lavorando dal 1920 e nei due anni consecutivi alla Deutscher Werkbund, e, nello stesso anno, progetta lo stand tedesco alla Fiera della Moda in programma a Newark nel 1922. 
Alla Fiera Internazionale di Francoforte del 1926, il suo allestimento Dalla fibra alla Fabbrica diviene un'attrazione in quella che era fondamentalmente un'ordinaria esposizione per addetti ai lavori del settore tessile. Lilly allestisce il processo di produzione della lana e del cotone collocando le materie grezze al centro dell'esposizione, invece che relegarle a mere accessorie del prodotto finale, o all'inizio del percorso, secondo la prassi didascalica in voga nelle fiere fino a quel momento. In quell'anno inizia il suo sodalizio artistico e la relazione con Mies van der Rohe. Nasce anche la sedia Weissenhof (chiamata anche MR10 e MR20), progettata da Lilly Reich per la seconda mostra del Deutscher Werkbund a Stoccarda, nel 1927, con l'idea brillante di accostare vimini e metallo tubolare.

## Bauhaus
Quando Mies la chiama alla Bauhaus, nel gennaio del 1932, Lilly ha 47 anni e una lunga esperienza nel campo della moda, del design di interni, dell'arredamento, della progettazione e allestimento di stands fieristici. Pur collaborando attivamente, entrambi mantengono separati i rispettivi studi, un fattore significativo nel sottolineare l'emancipazione della Reich da Mies.
Quando approda alla Bauhaus, due anni dopo che Ludwig Mies van der Rohe ne ha assunto la direzione, la scuola è ben diversa da quella degli esordi, il corso di architettura è preponderante sugli altri, e Lilly Reich è nominata istruttore capo sia del laboratorio di tessitura (chiamato “il laboratorio femminile” perché Gropius ci aveva confinato le donne) sia di quello di interior and furniture design di nuova istituzione, che si occupa della progettazione di mobili, oggetti metallici e decorazione murale. 
Secondo le testimonianze degli studenti e studentesse della scuola, Lilly Reich gestiva anche gran parte dell'amministrazione quotidiana della Bauhaus al posto di Mies. La studiosa canadese Elaine S. Hochman rincara la mole dei compiti che Lilly svolgeva per Ludwig: «Era la sua sostenitrice, incoraggiatrice, la sua difesa dagli intoppi della vita quotidiana. Rispondeva alle lettere a lui indirizzate, pagava i conti, metteva a posto il materiale, gli ricordava gli impegni quotidiani». Il suo incarico fu di breve durata, visto che i funzionari nazisti costrinsero la Bauhaus a chiudere nell'estate del 1933, ma il ruolo di Lilly nella vita di Mies proseguì ancora per qualche anno, fino al suo trasferimento a Chicago nel 1938. A quel punto lui la escluderà dalla sua vita, non le chiederà di seguirlo negli Stati Uniti (in un paese dove non voleva destare scandali, visto che non aveva divorziato dalla moglie e non aveva il coraggio di Wright nell'affrontare gli scandali), e i due smetteranno di vedersi, ad eccezione di un incontro nel 1939, per la progettazione del campus dell'IIT, fino alla morte di Lilly, avvenuta nel 1947. 
Nella sua monografia su Mies del 1947, Philip Johnson scrive che «nell'Esposizione della Werkbund del 1927, egli concepì il primo dei suoi numerosi allestimenti con la sua brillante partner, Lilly Reich, che presto divenne sua pari in questo campo». Fu più di una coincidenza che l'evoluzione e il successo di Mies nella progettazione di arredi fosse iniziata contemporaneamente alla sua relazione con Lilly Reich, non prima né dopo, ma durante. Nel 1929 Mies van der Rohe realizzò il Padiglione della Germania all'Expo di Barcellona, insieme agli arredi. 
La paternità della famosa poltrona Barcelona è stata tradizionalmente attribuita a Mies, ma è certo che ci lavorarono entrambi e che il contributo di Lilly Reich fu fondamentale, tanto che sarebbe più corretto parlare di una co-progettazione.
Lo storico dell'architettura Kenneth Frampton osserva come Mies non avesse raggiunto quei traguardi nel design prima dell'incontro con la Reich, e che sarebbe doveroso accostare il nome dell'architetto a quello della sua compagna. Herbert Hirsche riporta la testimonianza orale che Mies non prendeva alcuna decisione senza averne prima parlato con Lilly Reich. Il sodalizio con Mies proseguì con gli arredi e gli interni della villa Tugendhat a Brno (1930), uno dei capisaldi dell'architettura del XX secolo. 
Negli anni della loro unione, Mies si occupò prevalentemente della parte architettonica strutturale, lasciando a Lilly quella relativa al design di interni. 
La famosa parete curva di ebano macassar della zona pranzo della villa Tugendhat, riprende il progetto che Lilly Reich aveva realizzato per il Velvet and Silk Café alla Fiera della Moda femminile di Berlino nel settembre del 1927, le cui pareti erano spartite da tende di tessuto appese a guide metalliche sospese in aria. Ed è dal modello degli stands fieristici che Mies concepisce lo spazio come unico e fluido, idea che esporterà negli Stati Uniti e che è la madre dell'abitare un open space. Questa sarà una delle componenti che Lilly Reich introdurrà nel modo di progettare di Mies, l'altra sarà il senso del colore. Gli arredi della villa Tugendhat erano stati concepiti da Lilly nei colori verde e rosso, contrariamente all'opinione comune che pensava al movimento razionalista come a un mondo di assolute acromie. 
Durante la guerra Lilly Reich viene arruolata in un gruppo di ingegneri militari e poi assunta nell'ufficio dell'architetto Ernst Neufert.
È in quel frangente che Lilly Reich mette in salvo 3 000 disegni di Mies e 900 suoi, per consegnarli all'amico Eduard Ludwig (ex studente di Mies) affinché li nasconda nella casa dei suoi genitori, in quella che presto sarebbe diventata la Germania orientale.
Non si salva, invece, la documentazione che Reich aveva trattenuto con lei in città, che andò distrutta nel 1945. I disegni rimasero inaccessibili per decenni dopo la guerra, e Mies fu finalmente in grado di negoziare la loro uscita dalla DDR solo nel 1964. Poco prima della sua morte, nel 1969, Mies donò la serie di disegni salvati da Lilly Reich al Museum of Modern Art di New York.